# Cameron Maybin
Cameron Keith Maybin (né le 4 avril 1987 à Asheville, Caroline du Nord, États-Unis) est un voltigeur de centre des Cubs de Chicago de la Ligue majeure de baseball.

## Carrière

### Tigers de Detroit
Cameron Maybin est le choix de première ronde des Tigers de Detroit et le dixième joueur sélectionné au total en 2005. À la fin 2006, Baseball America qualifie Maybin de joueur le plus prometteur de l'organisation des Tigers. Il est particulièrement vanté pour ses capacités défensives au champ extérieur et sa vitesse. Il commence dans les majeures avec les Tigers le 17 août 2007. Blanchi en quatre présences au bâton à son premier match, il se reprend dès le lendemain face aux Yankees de New York alors qu'il frappe son premier coup sûr puis son premier circuit en carrière, chaque fois face au lanceur Roger Clemens. Demeurant avec l'équipe de la mi-août à la fin de la saison régulière, Maybin apparaît dans 24 parties des Tigers, mais ne présente qu'une faible moyenne au bâton de ,143.
Le 4 décembre 2007, Maybin sert de monnaie d'échange dans une importante transaction entre Détroit et les Marlins de la Floride. Il fait partie d'un groupe de six joueurs cédés aux Marlins en retour de Miguel Cabrera et Dontrelle Willis.

### Marlins de la Floride
Maybin passe la saison 2008 dans les ligues mineures où il poursuit son apprentissage avec les Mudcats de la Caroline, le club-école Double-A des Marlins dans la Ligue Southern. Il est rappelé en septembre et fait ses débuts avec l'équipe de Floride. En huit parties seulement, il frappe 16 coups sûrs pour une moyenne au bâton de ,500.
En 2009, le voltigeur de centre maintient une moyenne au bâton de ,250 avec quatre coups de circuit et 13 points produits. Il commence la saison avec l'équipe de Floride, mais ses ennuis en offensive causent son renvoi dans les mineures. Il est rappelé par le club en septembre, lorsque les formations du baseball majeur augmentent leurs effectifs à 40 joueurs pour le dernier droit de la saison.
Il ne parvient pas à réellement s'imposer en attaque en 2010, alors qu'il affiche une moyenne de ,234 avec 8 circuits et 28 points produits en 82 matchs pour les Marlins.

### Padres de San Diego

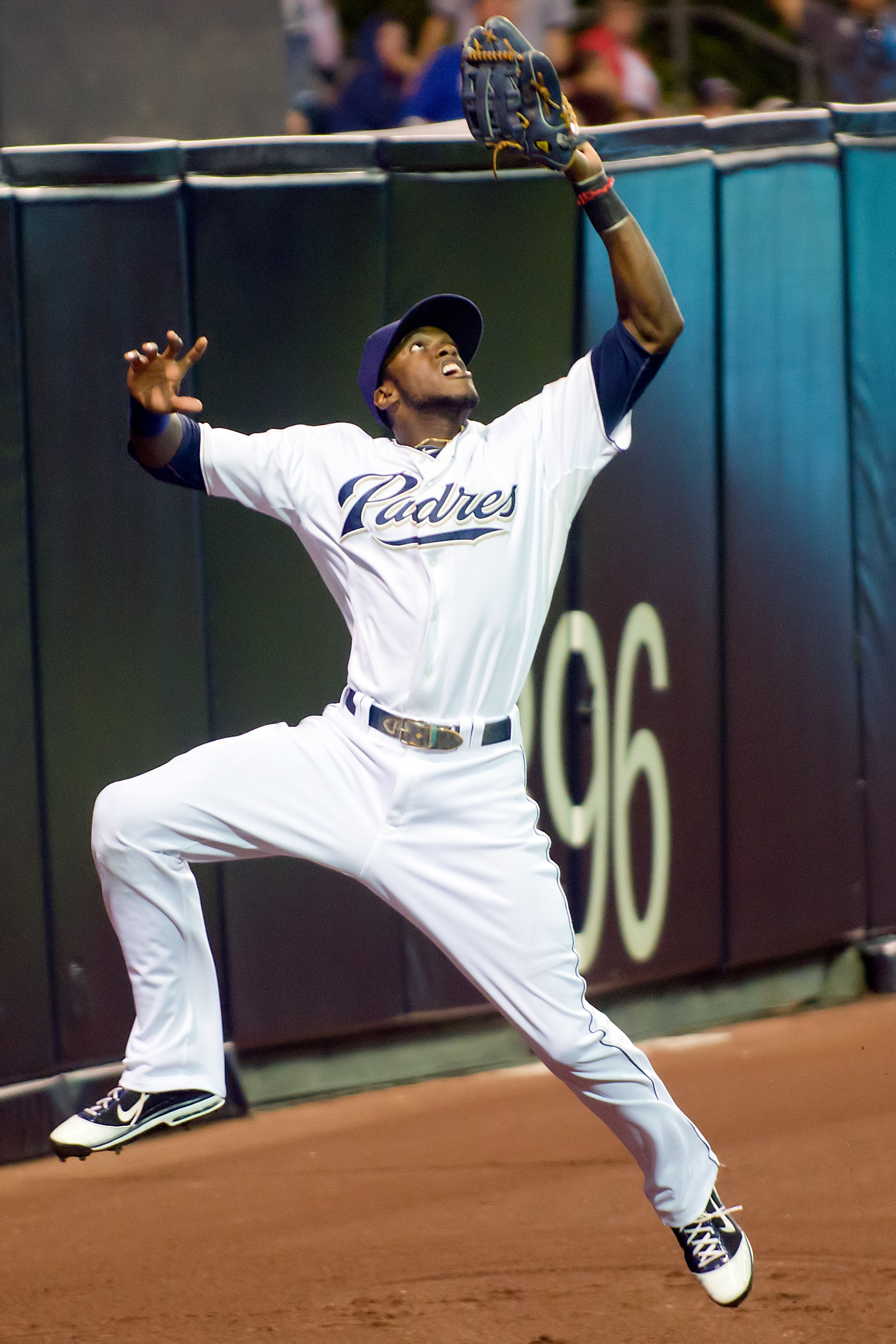
Cameron Maybin patrouille le champ extérieur en 2011 pour les Padres de San Diego.

Désigné meilleur joueur d'avenir des Marlins par Baseball America à l'aube des saisons 2008 et 2009, Maybin ne parvient jamais réellement à s'imposer au niveau majeur. L'équipe de Floride jette finalement l'éponge et le transfère aux Padres de San Diego le 13 novembre 2010 en retour des lanceurs Ryan Webb et Edward Mujica.
Maybin dispute 137 parties pour San Diego en 2011. Avec 40 buts volés termine deuxième dans la Ligue nationale derrière Michael Bourn et quatrième dans tout le baseball majeur. Il entre aussi dans le top 10 des joueurs de la Nationale pour les triples, avec 8. Il est, à égalité avec Jason Bartlett, le meilleur frappeur de coups sûrs (136) de son équipe et mène le club avec 82 points marqués. Il réussit 24 doubles, frappe 9 circuits et produit 40 points. Sa moyenne au bâton se chiffre à ,264.

### Braves d'Atlanta
Avec les voltigeurs Carlos Quentin et Jordan Paroubeck, le lanceur droitier Matt Wisler ainsi que la 41e sélection au total du repêchage amateur de 2015, Cameron Maybin est transféré aux Braves d'Atlanta le 5 avril 2015 en échange du stoppeur étoile Craig Kimbrel et du voltigeur Melvin Upton.
En 141 matchs des Braves en 2015, Maybin frappe pour ,267 de moyenne au bâton, réalise des sommets personnels de 10 circuits et 59 points produits, frappe 135 coups sûrs soit un de moins que son meilleur total en une saison, ajoute 23 vols de but, et affiche son meilleur pourcentage de présence sur les buts (,327) en une année.

### Retour chez les Tigers de Détroit
Le 20 novembre 2015, les Braves échangent Maybin aux Tigers de Détroit contre les lanceurs gauchers Ian Krol et Gabe Speier. C'est donc un retour à Détroit pour Maybin, qui y avait joué ses 24 premiers matchs dans les majeures en 2007.

### Angels de Los Angeles
Le 3 novembre 2016, Détroit échange Maybin aux Angels de Los Angeles contre le lanceur droitier des ligues mineures Victor Alcántara.

### Astros de Houston
Maybin est réclamé au ballottage par les Astros de Houston le 31 août 2017.